# GS1-128
El código GS1-128, antes llamado EAN-128, es una aplicación estándar de GS1 para la transmisión de información entre los agentes de la cadena de suministro bajo las especificaciones del código de barras Code 128. Inicialmente se denominaba UCC/EAN-128, no obstante, desde la unión de UCC y EAN en GS1 su nombre oficial es GS1-128.
Es un sistema para la identificación que se utiliza para el entorno logístico y no para el entorno detallista. Así, es ideal para la identificación de cajas y pallets que viajan y se mueven dentro de una cadena.
El código GS1-128 utiliza una serie de Identificadores de Aplicación (IA), que actúan como prefijos, para dar el significado de los datos como fechas de caducidad, números de lote, cantidades, peso y muchos otros atributos que el usuario pudiera necesitar. Estos identificativos permiten clasificar de una forma estandarizada las características del producto que representan.

## La Etiqueta GS1-128

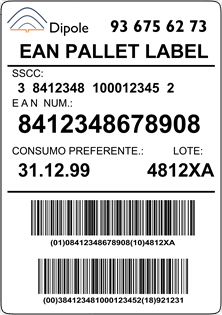
La etiqueta GS1-128

La etiqueta GS1-128 es la forma de estandarizar visiblemente la información del código GS1-128. Así, el requisito imprescindible de este tipo de etiquetas es que toda la información que contenga el código GS-128 también este representada con información humanamente legible. Por ello, la etiqueta GS1-128 deberá llevar:
1. La razón social de la empresa
2. La información humanamente legible
3. La simbologías en códigos de barras de la información

La simbología en barras nos facilita la introducción automática de datos en los sistemas informáticos sin errores. No obstante, en el caso de un fallo de lectura, la información humanamente legible nos sacará de algún que otro apuro.

## Identificadores de aplicación más comunes

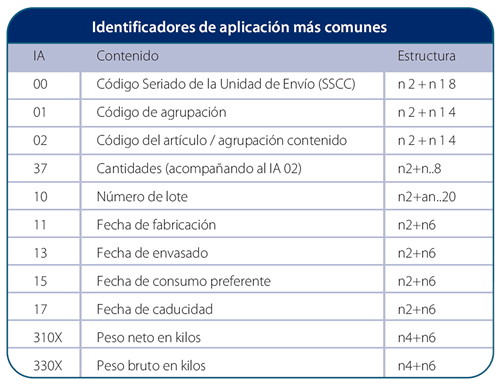
Los Identificadores de Aplicación más comunes

Tal y como se puede apreciar en los números que están debajo del código de barras de la etiqueta GS1-128 de la derecha, hay algunos que están dentro de unos paréntesis como el (01), o el (10), etc.; estos son los llamados identificadores de aplicación (IA) que, al leerlos de forma informática a través de lectores de códigos de barras, nos indican el significado de los dígitos posteriores hasta la llegada del siguiente paréntesis.
En el dibujo de la derecha encontrarás los IA's más comunes. Para ampliar la información sobre los IA's disponibles enlaza con GS1-128 Identificadores de Aplicación.

## Otro tipo de etiquetas comunes
La etiqueta GS1-128 tiene unas dimensiones de 148 mm de ancho por 210 mm de alto (correspondiente al tamaño DIN A5), ideal para aplicarla en bultos logísticos de gran tamaño. Cuando nos encontramos con situaciones más particulares, GS1 proporciona soluciones de codificación con etiquetas ajustadas a cada una de las necesidades de los usuarios. Como ejemplo tendremos:
1. Etiquetas para palet de 148 x 210 mm.
2. Etiquetas para palet no estándar de 148 x 210 mm.
3. Etiquetas para palet de productos mixtos de 105 x 105 mm.
4. Etiquetas para caja de 105 x 105 mm.
5. Etiquetas para caja de peso variable de 105 x 105 mm.

Las dimensiones de las etiquetas aquí expuestas son las aconsejables, no obstante, por motivos directamente relacionados con el usuario, se pueden utilizar otro tipo de medidas. Eso sí, respetando las condiciones de impresión de las barras para su correcta lectura a través de los lectores.

## ¿Cómo trabaja esta forma de comunicación?
Este es uno de los procedimientos más estandarizados de comunicar datos entre empresas de la forma más segura y en un ámbito universal. Los IA (identificadores de aplicación) significan lo mismo en cualquier parte del mundo, lo que hace que el sistema de codificación GS1-128 sea un lenguaje común de intercambio de información al mismo tiempo que una seguridad a la hora de introducir los datos en los sistemas informáticos.
Como ejemplo, un producto de consumo unitario, con un código EAN-13, que contenga un lote de fabricación y una fecha de caducidad, será embalado en cajas que contendrán una etiqueta exterior con los datos de producto unitario. Del mismo modo, las cajas serán transportadas en palets que tendrán la misma información del producto unitario.
Al final, toda la información irá asociada a un código llamado SSCC (Serial Shipping Container Code), que será la matrícula única de ese palet en todo el mundo.